# Carranglan
Carranglan is een gemeente in de Filipijnse provincie Nueva Ecija op het eiland Luzon. Bij de laatste census in 2007 had de gemeente ruim 33 duizend inwoners.

## Geografie

### Bestuurlijke indeling
Carranglan is onderverdeeld in de volgende 17 barangays:
| - Bantug - Bunga - Burgos - Capintalan - D. L. Maglanoc Pob. - F. C. Otic Pob. - G. S. Rosario Pob. - General Luna - Joson | - Minuli - Piut - Puncan - Putlan - R.A.Padilla - Salazar - San Agustin - T. L. Padilla Pob. |

## Demografie
Carranglan had bij de census van 2007 een inwoneraantal van 33.233 mensen. Dit zijn 1.513 mensen (4,8%) meer dan bij de vorige census van 2000. De gemiddelde jaarlijkse groei komt daarmee uit op 0,64%, hetgeen lager is dan het landelijk jaarlijks gemiddelde over deze periode (2,04%). Vergeleken met de census van 1995 is het aantal mensen met 3.283 (11,0%) toegenomen.

De bevolkingsdichtheid van Carranglan was ten tijde van de laatste census, met 33.233 inwoners op 705,31 km², 42,5 mensen per km².